# Robert Stawell Ball
Robert Stawell Ball, född 1 juli 1840 i Dublin, död 25 november 1913, var en irländsk astronom och matematiker. Han var son till naturforskaren Robert Ball.
Ball blev 1867 professor i tillämpad matematik vid Dublins universitet och 1874 Royal Astronomer of Ireland samt professor i astronomi och direktor för Dunsinkobservatoriet i Dublin. År 1892 blev Ball professor i astronomi och geometri vid universitetet i Cambridge. Förutom en mängd avhandlingar i astronomi, matematik och mekanik utgav han flera läroböcker och populärvetenskapliga arbeten, bland annat Experimental mechanics (1871), Elements of astronomy (1880), The story of the heavens (1883) och A treatise on spherical astronomy (1908).
Ball blev Fellow of the Royal Society 1878 och tilldelades Cunninghammedaljen 1879. Asteroiden 4809 Robertball är uppkallad efter honom.